# دنیس ددککو
دنیس ددککو (اوکراینی: Денис Михайлович Дедечко؛ زادهٔ ۲ ژوئیهٔ ۱۹۸۷) بازیکن فوتبال اهل اوکراین است.
از باشگاه‌هایی که در آن بازی کرده‌است می‌توان به باشگاه فوتبال کریفباس کریفیی ریه، باشگاه فوتبال آستانه، باشگاه فوتبال دینامو کی‌یف، باشگاه فوتبال آمکار پرم، باشگاه فوتبال لوچ ولادی‌وستوک، باشگاه فوتبال کراسنودار، و باشگاه فوتبال فورسکلا پولتاوا اشاره کرد.
وی همچنین در تیم‌های ملی فوتبال Ukraine national under-16 football team, Ukraine national under-17 football team, Ukraine national under-18 football team, Ukraine national under-19 football team، زیر ۲۱ سال اوکراین، و اوکراین بازی کرده‌است.